# 大野豊 (野球)
大野 豊（おおの ゆたか、1955年8月30日 - ）は、島根県出雲市出身の元プロ野球選手（投手、左投左打）。現在は野球解説者として活動している。
1977年から1998年まで、広島東洋カープにおいて中継ぎ、先発、抑え投手として22年間フル回転し、昭和最後の沢村栄治賞を受賞している。

## 経歴

### プロ入り前
実家は海に面していたため、幼少期から砂浜で走って遊んでいたことで、足腰が鍛えられ、後年の下半身に重心を置くフォームの土台にもなった。中学入学後は陸上部に入部したが、中学1年生の2学期には野球部に転部。母子家庭であり、母の苦労を見ていたので「中学を卒業したら、就職する。」と胸に秘めていたが、せめて高校だけは出て欲しいと家族が要望したため、すぐに働くための実学が商業高校であれば学べるということで出雲商業高校を選んだ。
高校2年から本格的に投手として投げ、既にプロ入り後とほとんど変わらないフォームであった。高校3年の夏には島根県でも注目され、強豪社会人チームからの誘いもあり、広島のスカウト木庭教もマークしていた。しかし、当時の大野は体力的に自信がなく、また母子家庭で苦労をかけた母のため、軟式ながら地元で唯一野球部がある出雲市信用組合へ就職、3年間窓口業務や営業活動をこなす傍ら、職場の軟式野球部で野球を続けていた。1976年、島根県準優勝の島根県立出雲高等学校と練習試合を硬式野球で行ったところ、5イニングで13三振を奪い、硬式でもそれなりに投げられたことで、プロへ挑戦し母親を楽にさせたいという気持ちを持った。
その3か月後の1976年秋、出雲市内で広島東洋カープの野球教室が開かれ、当時の山本一義打撃コーチと主戦投手池谷公二郎が講師として参加。軟式野球部員は手伝いをすることとなり、大野の高校時代の監督が山本打撃コーチと法政大学野球部の先輩・後輩の関係であったため、高校時代の監督へプロへの道を作っていただけないかと頼んだ。恩師に頼んだ経緯もあり、翌1977年2月に特別に受験することとなり、呉市営二河野球場で行われていた二軍キャンプにおいて、山本と木庭教の立ち会いのもと1人だけの入団テストを受けて合格。3月6日、軟式野球出身という異色の経歴で、広島にドラフト外入団を果たした（契約金なし、支度金100万円、年俸135万円、俸給は月額12万5千円）。

### 現役時代
1年目の1977年は9月4日の対阪神タイガース戦（広島市民球場）に1試合登板したのみだったが、この時片岡新之介に満塁本塁打を打たれるなど、掛布雅之からアウト1つを取ったのみで降板。自責点5、防御率135.00という成績で終わった。大野は後年、「いくら成績が悪くとも、この時の防御率を下回ることは絶対にない。スランプの時にそう考えると、精神的に大分楽になった」と語っている。
1978年、南海ホークスから移籍してきた江夏豊に見初められ、古葉竹識監督から預けられる形で、二人三脚でフォーム改造や変化球の習得に取り組み始める。江夏は当時の大野について「月に向かって投げるようなフォームだった。しかし、10球に1球ほど光るものを感じたから、とりあえずキャッチボールから変えてみようかということになった」と語っている。また、江夏は「俺と同じ『豊』と言う名で、俺と同じ母子家庭で育ち、俺と同じ左腕投手なのも何かの縁。俺の弟のようなもの。是非、俺の後継者にしたい!」と大野を評していた。時に鉄拳も飛ぶ厳しい指導の末、やがて大野は中継ぎの柱へと成長を遂げた。同年10月9日のヤクルトスワローズ戦（明治神宮野球場）では2安打でプロ初完封勝利を記録したが、これはこの年の開幕から完封負けなしを続け、史上初の「シーズン完封負けゼロ」（現在も未記録）を狙ったヤクルトをシーズン最終戦で初めて完封するという快挙となった。
1979年、中継ぎとしてリーグ最多の58試合に登板した。
1981年には、トレードで日本ハムファイターズへと移籍した江夏の後を受けてリリーフエースに抜擢され、「気の弱い大野に抑えは無理」と評されながらも同年8勝11セーブ、翌1982年には10勝11セーブを記録した。
1984年から先発に転向し、同年の日本シリーズ制覇、1986年のセ・リーグ優勝に貢献。1990年までに4度の2桁勝利を記録し、1988年には13勝7敗、防御率1.70という好成績で最優秀防御率のタイトルを獲得、昭和最後の沢村賞も受賞した。13勝での沢村賞受賞は、2020年に大野雄大が11勝で受賞するまで歴代最少であった。翌1989年にも防御率1.92を記録し、2年連続防御率1点台という出色の成績を収める。1970年から2007年までの間、2年連続防御率1点台を記録した選手は大野しかいない。
最速150 km/h近いストレートに加え、パームボール、 真っスラ（ストレートとスライダーの中間軌道の変化球）、スラーブ（スライダーとカーブの中間軌道の変化球）、シュート、ドロップ、といったさまざまな変化球を駆使する様は「七色の変化球」と形容され、「精密機械」北別府学、「巨人キラー」川口和久らと共に、1980年代広島投手王国を支えた。
1991年には、津田恒実とのダブルストッパー構想の下、リリーフに再転向するが、病気による津田の早期戦線離脱に伴い、クローザーの責務を一人で負うことになる。しかし大野はシーズンを通して抑えとして大活躍を見せ、6勝26セーブで最優秀救援投手に輝き、また開幕から14試合連続セーブという日本記録（当時。開幕からの連続セーブとしては2017年現在も日本記録）も樹立。7月に札幌市円山球場で読売ジャイアンツの主砲フィル・ブラッドリーにサヨナラ本塁打を打たれストップ。チーム6回目のセ・リーグ優勝に大きく貢献し、優勝試合となった対阪神戦（10月13日）で胴上げ投手となった。
1992年も、26セーブでリーグ最多セーブを記録（36歳で開幕を迎えたシーズンのセーブ王獲得は20年後に岩瀬仁紀が37歳で開幕を迎えてセーブ王を獲得するまで最年長記録）。9月16日の阪神戦において新庄剛志にサヨナラ本塁打されたパームボールについて、その打たれ方のタイミングや飛距離からもう通用しないと判断したことをきっかけに同球種の使用を封印した。
1993年シーズンオフ、MLBのカリフォルニア・エンゼルスから広島に、38歳になる年でありながら、大野を獲得したいという公式オファーがあった。年俸100万ドル、専従通訳と住宅付きで1年間のレンタル契約、代わりの外国人選手を広島に1人紹介するという破格の内容だった。しかし、当の本人はその翌年開幕時で38歳となる高齢などを理由にこれを固辞。カープに愛着があり移籍するつもりはなかったことと、若い時にフロリダの教育リーグに行き、アメリカの大きくて滑るボールが自分の指になじまなかったことから、話を聞いたその場でオファーを断ったという。当時はまだ野茂英雄がアメリカで旋風を巻き起こす前であり、メジャー球団から日本の現役選手に、正式にオファーが掛かることは史上初であった。
1995年、開幕から調子が上がらず、佐々岡真司と入れ替わる形で再び先発に転向した。オールスター前までは先発でも今ひとつの内容が目立ったが、オールスター後は閉幕まで6連勝を記録した。10月8日の対巨人戦、盟友原辰徳の引退試合では原の最終打席でワンポイント登板し打ち取った。
1996年、40歳で迎えたシーズン、6年ぶりに開幕投手を務めて8回を3安打、2失点の好投を見せたが、この試合を含めてなかなか勝利投手になれず、5月10日の登板6試合目に完封でシーズン初勝利を挙げた。その後もローテーションをほぼ守り投げ続けていたが、8月中旬から約1カ月間、左上腕部動脈血栓症により戦列離脱。本人によれば、「投げていてもボールに血が通っていない気がした。温かさも感じられない状態だった」という。血栓の除去手術を受けた後、再発防止のため、それまで練習中一切行わなかった水分摂取を行うようにした。当初は体が受け付けずに下痢を起こしたこともあったが次第に慣れていったという。
1997年、41歳にして開幕を迎えながら好調を持続し、防御率2.85で2回目の最優秀防御率のタイトルを獲得した。タイトルは獲得したもののシーズン終盤に左腕は再び血行障害の兆候が出ており、本人はタイトル獲得もかかっていた事もありなんとか規定投球回をクリアするために投げていた事を引退後に語っている。
1998年4月3日の広島市民球場での中日ドラゴンズとの開幕戦で、史上最年長となる42歳での開幕投手を務めた。同年4月12日に通算146勝目を記録。これにより記録した21年連続勝利は2009年に山本昌に更新されるまではセ・リーグ記録であった。だが、持病となっていた血行障害が悪化し、8月4日の巨人戦においてワンポイントリリーフで登板した相手の当時新人だった高橋由伸に逆転3ランを打たれたことをきっかけに引退を決意した。9月27日の自身の引退試合（相手球団は同年の日本シリーズを制覇する横浜ベイスターズ）は、既に消化試合であったにもかかわらず球場は満員であった。登板は中根仁に対するリリーフだけであったが、初球のストレートは146 km/hを記録し、最後は142 km/hのストレートで空振り三振に切って取った。中根は、引退試合の礼儀から対戦前から三振することを決めていた。しかし、初球の146 km/hのストレートを見て「これは本気でぶつからないと失礼だ」と感じ、全力で向かい三振に終わった。試合後の挨拶では、対戦した横浜の選手もセレモニーに参加し、その中で「我が選んだ道に、悔いはなし!」と答え、ファンの大歓声を受けた。
引退当時の年齢は43歳、チーム在籍年数22年。通算148勝138セーブ、生涯防御率2.90。生涯防御率2.90は、投球回数2000イニング以上の投手の中では歴代30位の成績である。

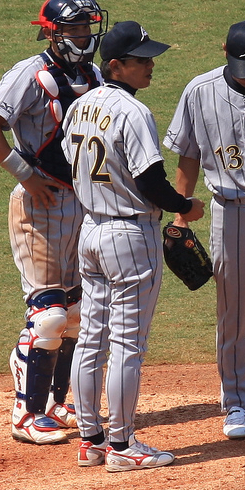
北京オリンピックでの大野豊（2008年）

### 引退後
引退直後の1999年、広島の一軍投手コーチを務めたが、チーム防御率は4.78と前年の4.01より更に悪化。3年連続でチーム防御率がリーグ最下位になるなど投手陣が低迷し、同年に責任を取って退団した。退団後の2000年からはNHK解説者・スポーツニッポン大阪本社評論家を務める傍ら、2001年に始動したプロ野球マスターズリーグ・福岡ドンタクズに参加。村田兆治同様、引退後も現役時代と変わらぬ体格を維持し続け、マスターズリーグにおいても140 km/hを超える直球を投げるなど、50歳を越えても現役時代を彷彿とさせる姿を見せた。開幕初年度、46歳ながら146 km/hの投球を見せ、ファンの度肝を抜いた。これはマスターズリーグの最高球速記録である。社会人野球・鳥取キタロウズのアドバイザーも務めた。
2004年のアテネオリンピック、2008年の北京オリンピックにおいては、星野仙一監督の下で野球日本代表の投手コーチを務め、アテネでは銅メダル獲得に貢献したものの、北京ではダルビッシュ有、涌井秀章、川上憲伸、岩瀬仁紀ら、そうそうたる選抜メンバーを擁したが、中継ぎ専門投手を1人も選考せず、代わりに先発投手に中継ぎをやらせるなどした結果、投手陣崩壊を招き、金メダルを期待されながらメダル無しに終わった。
2010年より、野村謙二郎が監督となる広島のヘッド兼投手コーチに就任したが、前監督マーティ・ブラウンが導入した練習時の投げ込み制限等を撤廃し、先発投手には1試合で7から8イニングを投げるよう求めた。さらにストライク先行を奨励していた前年までの配球を根本的に見直し、バッテリーには「ボール球を有効に使って考える」配球を求めた。このように投手陣の改革を断行した。
しかしオープン戦時点において先発投手陣の調子は全く上がらず、それをカバーするためにペナントレース開幕時には中継ぎ投手を多くブルペンに配置したが、「ブルペンでの球数制限」や「試合前にあらかじめ登板する中継ぎ投手を決めておく」等のブラウン政権時の良い点までも撤廃してしまい、代わりに「ブルペンで調子の良い投手から起用する」という方針を取った。しかし、好調な中継ぎ投手は試合展開に関わらず連投となるなど結果的にシーズン半ばにして故障者が続出した。
キャンプから自己流の調整法を貫いた前田健太が投手3冠（勝利数・防御率・奪三振）のタイトルを獲得する奮闘を見せたものの、最終的なチーム防御率は前年から1.5点近く悪化させて4.80となった。投手陣指導の最高責任者として去就が注目されていたが、広島球団はヘッドコーチの肩書きを外し投手チーフコーチとしての残留を発表した。Aクラスやポストシーズン再び逃した2012年、背番号24を受け継いだ河内貴哉の2年半ぶりの支配下選手登録と5年ぶりの一軍登板を土産に同オフ退団した。
2013年にプレーヤー部門表彰で野球殿堂入りした。同年からは再びNHK野球解説者・スポーツニッポンの評論家を務める。これを記念し、母校の島根県立出雲商業高校で講演会を行った。
2014年の秋季キャンプでは阪神タイガースの臨時コーチを務める。
2021年12月5日、広島のOB会長に就任した。

## 選手としての特徴
投球フォームは左のオーバースロー。プロ入り当初の球種は真っすぐ、シュート、カーブの3種類だったが、その後は江夏豊に教わったスラーブの他フォーク、パームと多彩な球種を投げ分けた。
腰を極端に低くして、大地に踏ん張るように軸足を深く沈み込ませてタメを作る、独特の投球フォームだった。このタメと数々の変化球によって打者のタイミングを外すことを得意としていたが、このフォームは下半身を安定させることが難しく、真似をしようとする投手は現れなかった。また、入団当時広島のヘッドコーチだったドン・ブレイザーからは「それを直さない限り（試合で）使わない」と言われ、本人も矯正に努力していたそうだが、結局うまくいかず、かえって持ち味がなくなるということで諦めたという。
顔を隠すように右腕を掲げ、左腕を腰の後ろ側まで回す独特な上半身の動作は、先輩である池谷公二郎のフォームと共通点が多く、大野自身は「豪快」と言われる池谷のフォームを評して「僕を右にしたようなフォーム」と述べていた。若手時代はこの特徴が更に極端で、右腕は真上に突き上げて顔も上を向くような動作をしていたが、江夏の勧めにより前述の形に矯正したという。
投球時には「ストレートを投げるときのみ、足を上げるタイミングでグローブをグッと握る」という癖があった。これを当時巨人のスコアラーだった三井康浩に見つけられ、それが原因で現役晩年は巨人にカモにされてしまった。本人は癖の存在を現役当時は知らなかったようで、引退後NHKの解説者時代に三井と顔を合わせる機会があった際に、三井がそれを伝えたところ「お前ら汚いな（笑）」と語ったという。

## 人間関係
広島のスカウトだった木庭教とは高校時代に知り合ったが、大野は高校卒業まで父方の姓を名乗っていたため、木庭は入団時に「大野豊」の名前を聞いた際、すぐには誰のことか分からず、改めて対面して初めて分かったという。
師匠とも言える江夏豊については「フォームや配球だけでなくロジンバッグの置き方に至るまで、本当に細かく指導された」「テスト生だった選手に、当時のスター選手がコーチをしてくださることは夢のようだった」と感謝・尊敬の念を語り、引退後も『プロ野球リリーフ大鑑』（ベースボール・マガジン社）などで対談を行っている。ただ、気難しい性格ですぐ手が出る部分については「ついていけないと思った」とも述べている。なお、江夏は大野の大成について「彼の努力以外の何物でもない」と語っている。
親友でありチームメイトでもあった達川光男や、掛布雅之、江川卓らと同学年である。大野が現役晩年に最優秀防御率のタイトルを獲得した時(シーズン閉幕時点で42歳)は、既に引退して解説者として名を成していた彼らと比較して「現役で一軍にいることすら驚異的な年齢であるにもかかわらず」と語られることがしばしばあった。彼らの学年は多くのスター選手を輩出したことで知られ、高校3年時が昭和48年だったことから“花の48年組”とも呼ばれている。
野球では左投げ左打ちであったが、ペンは右手で持つ。
2023年6月にチームメイトであった北別府学が死去した際、彼の葬儀で弔辞を読んだ。

## 詳細情報

### 年度別投手成績
| 年 度      | 球 団      | 登 板 | 先 発 | 完 投 | 完 封 | 無 四 球 | 勝 利 | 敗 戦 | セ 丨 ブ | ホ 丨 ル ド | 勝 率 | 打 者 | 投 球 回 | 被 安 打 | 被 本 塁 打 | 与 四 球 | 敬 遠 | 与 死 球 | 奪 三 振 | 暴 投 | ボ 丨 ク | 失 点 | 自 責 点 | 防 御 率 | W H I P |
| ---------- | ---------- | ----- | ----- | ----- | ----- | -------- | ----- | ----- | -------- | ----------- | ----- | ----- | -------- | -------- | ----------- | -------- | ----- | -------- | -------- | ----- | -------- | ----- | -------- | -------- | ------- |
| 1977       | 広島       | 1     | 0     | 0     | 0     | 0        | 0     | 0     | 0        | --          | ----  | 8     | 0.1      | 5        | 1           | 2        | 0     | 0        | 0        | 0     | 0        | 5     | 5        | 135.00   | 21.00   |
| 1978       | 広島       | 41    | 3     | 1     | 1     | 0        | 3     | 1     | 0        | --          | .750  | 314   | 74.1     | 67       | 12          | 28       | 2     | 1        | 54       | 3     | 0        | 34    | 31       | 3.75     | 1.28    |
| 1979       | 広島       | 58    | 4     | 0     | 0     | 0        | 5     | 5     | 2        | --          | .500  | 459   | 105.1    | 106      | 14          | 37       | 2     | 7        | 64       | 1     | 0        | 55    | 45       | 3.84     | 1.36    |
| 1980       | 広島       | 49    | 2     | 0     | 0     | 0        | 7     | 2     | 1        | --          | .778  | 447   | 109.2    | 104      | 7           | 31       | 3     | 4        | 76       | 0     | 1        | 41    | 33       | 2.71     | 1.23    |
| 1981       | 広島       | 57    | 0     | 0     | 0     | 0        | 8     | 4     | 11       | --          | .667  | 437   | 111.0    | 84       | 10          | 31       | 3     | 5        | 78       | 6     | 0        | 36    | 33       | 2.68     | 1.04    |
| 1982       | 広島       | 57    | 0     | 0     | 0     | 0        | 10    | 7     | 11       | --          | .588  | 441   | 106.1    | 94       | 9           | 40       | 5     | 3        | 82       | 4     | 0        | 39    | 31       | 2.62     | 1.26    |
| 1983       | 広島       | 49    | 5     | 2     | 1     | 0        | 7     | 10    | 9        | --          | .412  | 465   | 115.1    | 90       | 14          | 38       | 4     | 4        | 89       | 3     | 1        | 49    | 45       | 3.51     | 1.11    |
| 1984       | 広島       | 24    | 21    | 9     | 2     | 1        | 10    | 5     | 2        | --          | .667  | 615   | 147.0    | 133      | 14          | 49       | 2     | 4        | 95       | 4     | 0        | 52    | 48       | 2.94     | 1.24    |
| 1985       | 広島       | 32    | 26    | 6     | 0     | 0        | 10    | 7     | 2        | --          | .588  | 706   | 161.2    | 157      | 26          | 80       | 3     | 0        | 86       | 2     | 0        | 79    | 73       | 4.06     | 1.47    |
| 1986       | 広島       | 15    | 15    | 2     | 1     | 0        | 6     | 5     | 0        | --          | .545  | 383   | 92.0     | 97       | 10          | 15       | 1     | 4        | 63       | 1     | 0        | 36    | 28       | 2.74     | 1.22    |
| 1987       | 広島       | 25    | 25    | 8     | 1     | 1        | 13    | 5     | 0        | --          | .722  | 655   | 159.2    | 144      | 14          | 35       | 1     | 3        | 145      | 1     | 0        | 58    | 52       | 2.93     | 1.12    |
| 1988       | 広島       | 24    | 24    | 14    | 4     | 3        | 13    | 7     | 0        | --          | .650  | 723   | 185.0    | 132      | 11          | 39       | 4     | 3        | 183      | 4     | 0        | 46    | 35       | 1.70     | 0.92    |
| 1989       | 広島       | 19    | 19    | 5     | 4     | 1        | 8     | 6     | 0        | --          | .571  | 555   | 145.2    | 97       | 4           | 36       | 4     | 1        | 139      | 4     | 0        | 36    | 31       | 1.92     | 0.91    |
| 1990       | 広島       | 27    | 17    | 3     | 1     | 1        | 6     | 11    | 3        | --          | .353  | 527   | 125.0    | 112      | 12          | 46       | 2     | 1        | 118      | 4     | 0        | 54    | 44       | 3.17     | 1.26    |
| 1991       | 広島       | 37    | 0     | 0     | 0     | 0        | 6     | 2     | 26       | --          | .750  | 181   | 46.1     | 28       | 2           | 17       | 4     | 1        | 58       | 3     | 0        | 11    | 6        | 1.17     | 0.97    |
| 1992       | 広島       | 42    | 0     | 0     | 0     | 0        | 5     | 3     | 26       | --          | .625  | 236   | 59.0     | 39       | 5           | 25       | 3     | 0        | 77       | 2     | 0        | 15    | 13       | 1.98     | 1.08    |
| 1993       | 広島       | 31    | 0     | 0     | 0     | 0        | 3     | 1     | 23       | --          | .750  | 149   | 38.0     | 26       | 2           | 13       | 1     | 0        | 46       | 2     | 0        | 10    | 10       | 2.37     | 1.03    |
| 1994       | 広島       | 42    | 0     | 0     | 0     | 0        | 4     | 2     | 18       | --          | .667  | 199   | 48.2     | 34       | 2           | 19       | 1     | 1        | 38       | 3     | 0        | 17    | 13       | 2.40     | 1.09    |
| 1995       | 広島       | 22    | 14    | 4     | 2     | 0        | 7     | 5     | 4        | --          | .583  | 411   | 102.2    | 81       | 7           | 40       | 1     | 1        | 66       | 3     | 1        | 42    | 35       | 3.07     | 1.18    |
| 1996       | 広島       | 19    | 18    | 3     | 1     | 1        | 5     | 4     | 0        | --          | .556  | 502   | 119.0    | 122      | 5           | 33       | 1     | 2        | 72       | 4     | 0        | 54    | 52       | 3.93     | 1.30    |
| 1997       | 広島       | 23    | 23    | 2     | 1     | 0        | 9     | 6     | 0        | --          | .600  | 570   | 135.2    | 121      | 7           | 47       | 2     | 0        | 80       | 3     | 0        | 58    | 43       | 2.85     | 1.24    |
| 1998       | 広島       | 13    | 8     | 0     | 0     | 0        | 3     | 2     | 0        | --          | .600  | 184   | 43.1     | 41       | 4           | 17       | 2     | 0        | 24       | 1     | 1        | 18    | 14       | 2.91     | 1.34    |
| 通算：22年 | 通算：22年 | 707   | 224   | 59    | 19    | 8        | 148   | 100   | 138      | --          | .597  | 9167  | 2231.0   | 1914     | 192         | 718      | 51    | 45       | 1733     | 58    | 4        | 845   | 720      | 2.90     | 1.18    |

- 各年度の太字はリーグ最高

### 通算打撃成績
603打数 111安打（.184） 3本塁打 43打点

### タイトル
- 最優秀防御率：2回（1988年、1997年）
- 最優秀救援投手：1回（1991年）

### 表彰
- 沢村栄治賞：1回（1988年）
- 野球殿堂競技者表彰（2013年）
- 月間MVP：3回（1984年4月、1989年8月、1997年4月）
- ファイアマン賞：1回（1991年）

### 記録
初記録
- 初登板：1977年9月4日、対阪神タイガース18回戦（広島市民球場）、8回表に4番手で救援登板、1/3回5失点
- 初奪三振：1978年4月1日、対ヤクルトスワローズ1回戦（広島市民球場）、8回表にチャーリー・マニエルから
- 初先発：1978年4月10日、対ヤクルトスワローズ6回戦（広島市民球場）、1回0/3を3失点
- 初勝利：1978年8月12日、対ヤクルトスワローズ18回戦（広島市民球場）、4回表1死に5番手で救援登板・完了、5回2/3を無失点
- 初先発勝利・初完投勝利・初完封勝利：1978年10月9日、対ヤクルトスワローズ26回戦（明治神宮野球場）
- 初セーブ：1979年6月20日、対ヤクルトスワローズ26回戦（広島市民球場）、6回裏2死に3番手で救援登板・完了、3回1/3を無失点

節目の記録
- 1000投球回：1986年7月16日、対読売ジャイアンツ13回戦（広島市民球場）、4回表2死目をとり達成
- 1000奪三振：1988年9月16日、対阪神タイガース22回戦（阪神甲子園球場）、3回裏に岡田彰布から　※史上77人目
- 1500投球回：1989年9月20日　20回戦　広島市民球場）、2回表2死目をとり達成
- 100勝：1989年9月27日　対読売ジャイアンツ23回戦（東京ドーム）、先発登板で7回2失点　※史上100人目
- 500試合登板：1991年8月11日、対阪神タイガース14回戦（広島市民球場）、9回表2死に2番手で救援登板・完了、1/3回無失点でセーブ投手　※史上66人目
- 100セーブ：1993年4月29日　対ヤクルトスワローズ4回戦（広島市民球場）、9回表に2番手で救援登板・完了、1回無失点　※史上6人目
- 600試合登板：1994年5月29日　対読売ジャイアンツ10回戦（広島市民球場）、9回表に5番手で救援登板・完了、1回2失点　※史上31人目
- 1500奪三振：1995年6月4日、対読売ジャイアンツ10回戦（東京ドーム）、2回裏に槙原寛己から　※史上37人目
- 2000投球回：1996年6月8日　対ヤクルトスワローズ10回戦（福島県営あづま球場）、6回表3死目をとり達成　※史上73人目
- 700試合登板：1998年5月16日、対阪神タイガース6回戦（広島市民球場）、先発登板で1回2失点で敗戦投手　※史上13人目

その他の記録
- 100勝100セーブ　※史上4人目（過去の達成者は江夏豊・斉藤明夫・山本和行、後に郭源治・佐々岡真司が達成）
- 14試合連続セーブ：1991年4月18日、対阪神タイガース2回戦（阪神甲子園球場） - 7月9日、対読売ジャイアンツ15回戦（札幌市円山球場）※当時日本新記録（6月8日の対ヤクルトスワローズ戦にて11連続セーブを記録して新記録を樹立
- オールスターゲーム出場：10回（1980年、1982年、1984年、1985年、1987年、1988年、1991年、1992年、1993年、1997年）

### 背番号
- 60（1977年）
- 57（1978年 - 1979年）
- 24（1980年 - 1998年）
- 72（1999年、2008年北京五輪）
  - 32（2004年アテネ五輪）
- 74（2010年 - 2012年）

## 関連情報

### 出演番組
- NHKプロ野球（NHK総合テレビ、NHK BS1、NHKラジオ第1）
- サンデースポーツ（NHK総合テレビ）
- お好みワイドひろしま（NHK広島総合テレビ） - 「大野豊の週末大好き!」というコーナーを持ち、リポーター活動も行っていた。
- 日曜喫茶室（NHK-FM） - 2008年6月29日出演

### 連載
- 大野豊の視点（月刊「広島アスリートマガジン」）

### 著書
- 『全力投球 我が選んだ道に悔いはなし』（2001年、宝島社） ISBN 4796621237
  - 『新版 全力投球 我が選んだ道に悔いはなし』（2005年6月24日、宝島社文庫） ISBN 978-4796647052
- 『熱烈!カープ魂』（2013年、ベースボール・マガジン社、達川光男共著） ISBN 978-4583105741
- 『カープ“投手王国”再建へ』（2013年7月10日、宝島社新書） ISBN 978-4800210739
- 『広島カープ最強伝説の幕開け』（2016年11月10日、宝島社新書、野村謙二郎共著） ISBN 978-4800262110

### 関連商品
- 矢野昌大『炎のストッパー』（スリーディーシステム、2009年） DDCM-1035
津田恒美を題材にした曲『炎のストッパー』を収録したアルバムCD。広島東洋カープ公認。コメントを寄せている。